# Вільянуева-де-ла-Торре
Вільянуева-де-ла-Торре (ісп. Villanueva de la Torre) — муніципалітет в Іспанії, у складі автономної спільноти Кастилія-Ла-Манча, у провінції Гвадалахара. Населення — 6176 осіб (2010).
Муніципалітет розташований на відстані близько 38 км на північний схід від Мадрида, 12 км на південний захід від Гвадалахари.

## Демографія
Динаміка населення (INE ):